# 2020年欧洲足球锦标赛决赛
2020年欧洲足球锦标赛决赛是于2021年7月11日在英国伦敦温布利球场的足球比赛，决出2020年歐洲足球錦標賽冠军，是欧洲足球锦标赛的第16场决赛。欧洲足球锦标赛是四年一度的足球联赛，由歐洲足球協會聯盟下辖的成年男子国家队参加，角逐欧洲冠军。比赛原计划于2020年7月12日举行，受2019冠状病毒病欧洲疫情影响延期。
在67,173名观众见证下，意大利在1比1平局的加时赛过后，以3比2的互射十二碼结果，战胜首次进入决赛的英格兰队。英格兰的开赛仅两分钟便打入首个进球，创下欧洲杯决赛的最快进球纪录，直至后来获提名为比赛最佳球员的莱昂纳多·博努奇在下半场扳平比分。英格兰在点球大战的前两球罚球中以2比1的优势暂时领先，之后三球全部射丢，让意大利追回比分，以3比2取胜。
这是意大利自2006年國際足協世界盃以来首次取得主要比赛冠军，也是他们自1968年以来首次夺得欧洲冠军，冠军次数与法国齐平，与三次夺冠的西班牙和德國仅一线之差。英格兰成为继2004年的葡萄牙和2016年的法国后，第三支在主办的欧洲杯决赛中落败的球队。赛后，在点球大战中罚丢球的英格兰球员、杰登·桑乔和布卡约·萨卡在社交媒体遭到种族歧视。比赛还受赛后观众冲突及暴力事件影响。

## 场地

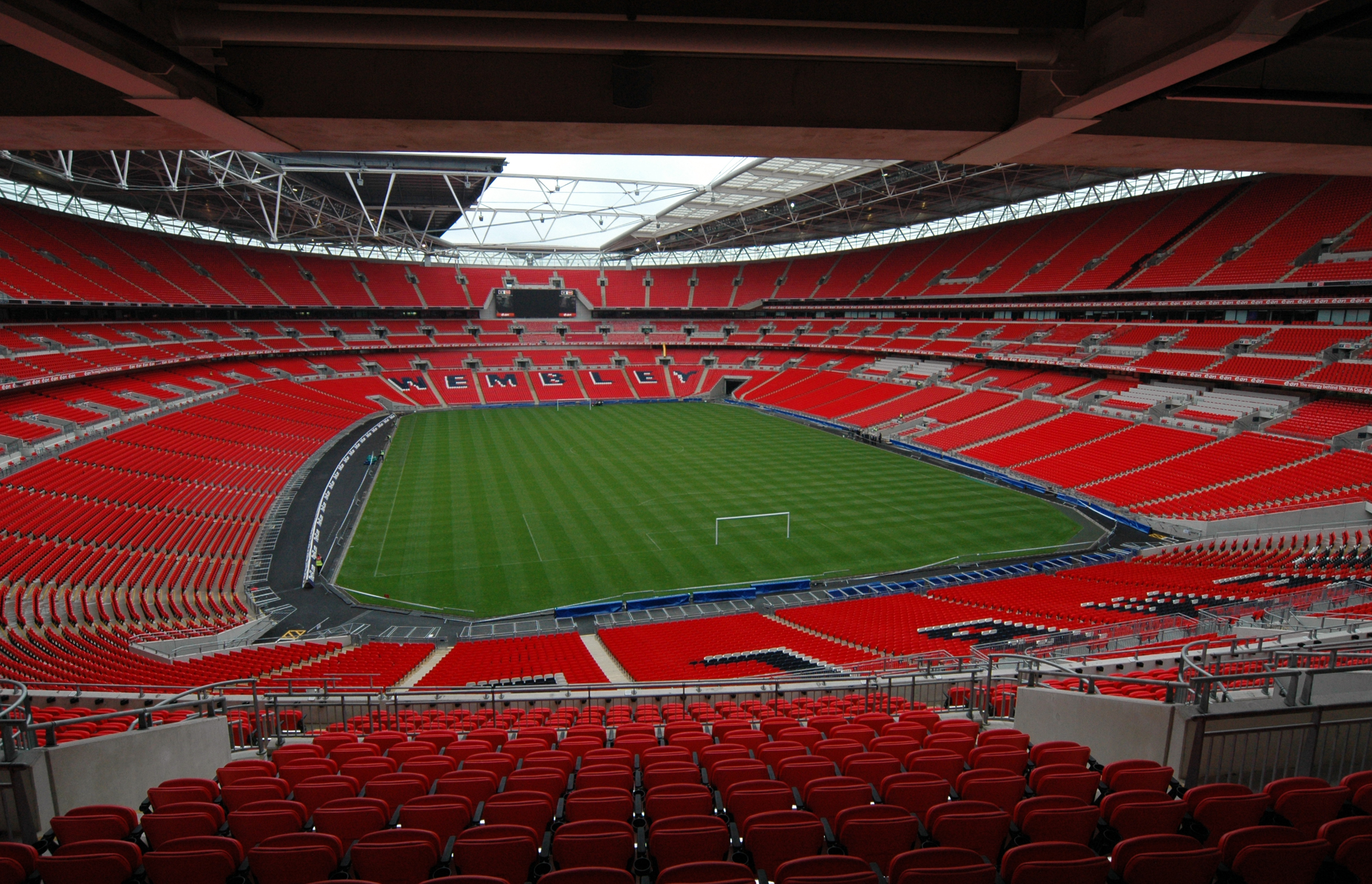
温布利球场内部

决赛将在英格兰伦敦的温布利球场举行，该球场位于布倫特區的温布利。2012年12月6日，欧足联宣布该赛事将在欧洲多个城市举行，以纪念赛事成立60周年，没有东道主球队自动获得资格。2014年9月19日，温布利球场被欧足联执行委员会选为比赛的半决赛和决赛场地，这是在慕尼黑安联球场的决赛计划被撤回后选出的。赢得主办权后，伦敦取消了小组赛和淘汰赛前期的举办计划。然而，由于比利时欧洲体育场建设的延误，欧足联执行委员会于2017年12月7日取消了布鲁塞尔作为主办城市的地位。原定在布鲁塞尔举行的4场比赛（3场小组赛，一场八分之一决赛）被重新分配到伦敦，使得温布利球场总共举办7场比赛。后来增加到8场比赛，因为由于在2019冠状病毒病疫情中无法确保观众的出席，都柏林在2021年4月23日被取消作为主办城市，他们的八分之一决赛比赛举办权被分配给了温布利球场。
温布利球场于2007年在原球场的场地上开放，原球场于2002年至2003年被拆除。该体育场归英格蘭足球總會所有，是英格兰国家队的國家體育場。其前身为帝国体育场，于1923年开放，并于1996年欧洲杯举办了多场比赛，其中包括德国和捷克之间的决赛。自1923年英格兰足总杯的白马决赛（不包括2001-06年球场重建期间）以来，足总杯的每一场决赛都在温布利球场举办。温布利球场举办半决赛和决赛，由欧洲足联和英国政府就球迷和贵宾的隔离检疫问题达成的协议决定。如果决赛无法在温布利球场举办，位于布达佩斯的热门候选球场普斯卡什竞技场会负责举办。尽管如此，欧洲足联还是相信温布利能举行决赛。6月22日，英国政府修改伦敦的2019冠状病毒病疫情限制，允许体育场开放75%的现场座位，意味着6万名通过病毒检测或接种全量疫苗的球迷可以到现场观赛。当局还特别允许1000名意大利球迷前来观赛，但有特别条件，包括在抵达前通过病毒检测、不能在英国逗留超过12小时、乘坐专用交通工具前往现场和在隔开的座位落座。不过，8月中旬国民医疗保健测试与追踪服务公布的一份数据，显示决赛当天场内外的2295名球迷可能患上疾病，另有3404名球迷可能具备传染性，而从整体上看，与2020欧洲杯关联的病例高达9000多个。

## 背景
联赛开始前，外界认为英格兰和意大利是两支夺冠的大热球队。两支球队比赛前的國際足協世界排名分别为第4和第7。双方都曾获得國際足協世界盃冠军，其中赢过一次，最近一次是在2006年，英格兰赢过一次，最近一次是在主场比赛的1966年。意大利于主场比赛的1968年赢得欧洲杯，而英格兰在欧洲杯的最佳表现是两次进军半决赛。尽管决赛在伦敦举行，意大利在行政上仍被视作“主队”。
意大利共参加过三场欧洲杯决赛，1968年通过重赛击败南斯拉夫、2000年凭一个黄金进球之差输给法国，2012年输给西班牙。他们凭借33场比赛不败的纪录进入决赛，创下国际足坛第三长的连胜历史，仅次于35场不败的巴西（1993–1996）和西班牙（2007–2009）。上次他们输球是在2018年9月10日的2018–19年歐洲國家聯賽上以1比0输给葡萄牙。意大利之前还创下27场比赛不败的纪录，仅次于2010年至2013年间29场比赛不败的西班牙。
英格兰首次进军欧洲杯决赛，之前他们两次止步于半决赛，1968年被南斯拉夫淘汰，1996年被德国淘汰，两个对手都是当年的东道主。这也是英格兰自1966年主场举办并赢得冠军的国际足联世界杯以来，首次举办重大比赛。英格兰成为继2004年的葡萄牙和2016年的法国后，第三支21世纪在主场参加欧洲杯决赛的国家队，不过前两支球队在决赛中分别输给了希腊和葡萄牙。除了上面提到的意大利于1968年主场夺冠，西班牙和法国也分别于1964年 和1984年主场夺冠。意大利有望15年来首次赢得重大比赛，上次他们赢得重大比赛是在柏林奧林匹克體育場举行的2006年國際足協世界盃決賽上衣点球方式战胜法国。在这之后，意大利未能取得2018年國際足協世界盃欧洲区第二轮外围赛中出现，是蓝衣球团自1958年國際足協世界盃以来首次缺阵。
双方球队之前有27次交手，首次交锋是在1933年的罗马，比赛1比1战平。决赛前，意大利共赢得其中10场比赛，英格兰赢8场，9场平手。上次交手是在2018年伦敦的友谊赛，1比1战平。此前双方在重大比赛上的交手，均以意大利获胜作结，包括1980年欧洲足球锦标赛的小组赛、1990年國際足協世界盃的三、四名决赛、2012年欧洲足球锦标赛的四分之一决赛（以点球大战决胜负）和2014年國際足協世界盃小组赛。赛前博彩公司纷纷押英格兰获胜。

## 晋级过程
| 排名 | 隊伍       | 賽 | 分 |
| ---- | ---------- | -- | -- |
| 1    | 義大利 (H) | 3  | 9  |
| 2    |            | 3  | 4  |
| 3    | 瑞士       | 3  | 4  |
| 4    | 土耳其     | 3  | 0  |

| 排名 | 隊伍       | 賽 | 分 |
| ---- | ---------- | -- | -- |
| 1    | 英格兰 (H) | 3  | 7  |
| 2    |            | 3  | 4  |
| 3    | 捷克       | 3  | 4  |
| 4    | 苏格兰 (H) | 3  | 1  |

### 意大利
在资格赛中被分入J组的意大利凭借十战十胜的完美纪录出线，在决赛圈中与瑞士、土耳其和威爾斯一同位列A组。身为东道主之一，意大利三场小组赛都在主场羅馬奧林匹克體育場举行。在对阵土耳其的首场比赛中，土耳其后卫梅里·德米拉爾于第53分钟攻破自家龙门，意外帮助意大利破局，随后奇罗·因莫比莱和洛倫佐·因西涅分别进球，帮助意大利以3比0的大比分战胜土耳其。随后，意大利迎战防守严谨的瑞士，曼努埃尔·洛卡特利梅开二度后，奇罗·因莫比莱再下一城，帮助意大利以3比0取胜，顺利挺进16强赛，虽然队长乔吉奥·基耶利尼在比赛中负伤。已经稳取淘汰赛席位的意大利之后派出大批轮换球员迎战威尔士，凭借马泰奥·佩西纳在上半场打出的全场唯一进球，1比0战胜对手，使得意大利以小组赛全胜的完美纪录出线，成为欧洲杯史上首支在小组赛阶段一球未失的球队。
16强赛在温布利球场进行，意大利遭遇以C组第二名出线的奥地利的挑战，该球队纪律严明、进取心强。比赛第67分钟，奥地利队的马尔科·阿尔诺托维奇因意大利越位获得点球进球，但未被破门。之后意大利在加时赛上半段凭借替补費德里科·奇薩和佩西纳的进球，取得2比0的领先优势。尽管奥地利替补萨沙·卡拉季奇在加时赛下半段打入一球（也是意大利自开赛以来首次被对手进球），意大利还是成功进军四分之一决赛。
意大利在四分之一决赛的对手是国际足联世界排名较高的比利时，这场比赛在慕尼黑的安联竞技场举行。意大利占了上风：第31分钟，尼科洛·巴雷拉击败对方守门员泰拔·高圖爾斯，成功破门，之后因西涅于第44分钟用一脚强攻，将意大利的优势扩大到两倍。比利时的羅美路·盧卡古随后利用上半场补时的罚球机会进球，扭转颓势。尽管莱昂纳多·斯皮纳佐拉下半场因跟腱受伤无法坚持余下时间，意大利还是能保持比分，顺利淘汰比利时，创下将欧洲杯球队最长连胜纪录刷新到15场，包括资格赛和决赛。
之后，意大利第四度与西班牙在半决赛会师。比赛双方控球率相差不大，但意大利于开赛60分钟后凭借奇薩的进球打破僵局。然而，西班牙的艾華路·莫拉達在20分钟后将比分扳平，将战局拖入加时赛。但是双方在加时赛未有进球，需要互射十二碼决出胜者。第一轮，意大利和西班牙分别派出洛卡特利和達尼·奧爾默，但双方都没有进球，直至救下西班牙的第四轮点球，让莫拉達上场。佐真奴·費路随后凭借数个进球，让意大利自2012年以来首度进军欧洲决赛。

### 英格兰
英格兰在资格赛中被分入A组，凭借七胜一负的成绩，以小组第一出线。他们在决赛圈中被分入D组。和意大利一样，英格兰三场小组赛都在主场温布利球场举行。同组对手包括同为东道主的苏格兰、资格赛对手捷克和2018年世界杯决赛球队克罗地亚，其中克罗地亚在2018年世界杯中淘汰了英格兰。英格兰在对阵克罗地亚的比赛中1比0艰难取胜，只有在第57分钟的进球将比分拉开差距，让英格兰全取三分。这是英格兰首次在欧洲杯小组赛揭幕战中取胜。第二场比赛，英格兰与苏格兰进行英苏大战，双方未能抓住比赛结束前的大量机会，互交白卷。尽管如此，英格兰还是凭借其他小组的比赛成绩，取得16强赛的席位。随后，英格兰在对阵捷克的比赛中，凭借斯特灵在早期的进球，稳取小组第一名。全取七分的英格兰虽然会继续在温布利球场进行16强赛，但这场与F组亚军的比赛最终以艰难的平局告终。
16强赛第二轮，英格兰继续在温布利球场迎战德国，双方也有着漫长的交手历史。斯特灵于第75分钟再度打破僵局，之后德国的托马斯·穆勒尝试破门，但球与龙门只有几英寸之差，随后哈里·凱恩再下一城，让英格兰以历史性的2比0比分锁定胜局，是英格兰自1966年世界杯决赛以来，首度在淘汰赛阶段战胜德国。
来到四分之一决赛，英格兰前往羅馬奧林匹克體育場，对战黑马乌克兰，这是他们在本届赛事唯一一次走出温布利球场。最终，凭借凯恩梅开二度及哈利·馬古尼和的进球，英格兰以4比0的决赛阶段历史性成绩，击败乌克兰。
半决赛阶段，英格兰主场对战丹麦。第30分钟，喬丹·皮克福德未能挡下米克尔·达姆斯高的任意球，英格兰在本届赛事首度丢球。十分钟后，西蒙·凯尔打入乌龙球，让英格兰意外扳平比分。剩下的常规时间双方都没有进一步进球。加时赛上半段，因对手对斯特灵犯规，英格兰获得罚球机会。该罚球由哈利·凯恩主罚，凯恩最初破门没有成功，被卡斯柏·舒米高救下后再补射破门，创下个人在本届赛事的第四枚进球，将比分改写成2比1。英格兰在加时赛剩余时间段未有进球，定格了比分，终结了丹麦希望战胜英格兰，再次进军欧洲杯决赛的希冀。如果成功，这是他们主办世界杯的1966年以来，首度进军国际大赛决赛。英国女皇伊丽莎白二世、英国首相鲍里斯·约翰逊和英格蘭足球總會主席劍橋公爵威廉王子均向英格兰发去贺电，并祝他们在决赛中好运。

## 赛前

### 裁判

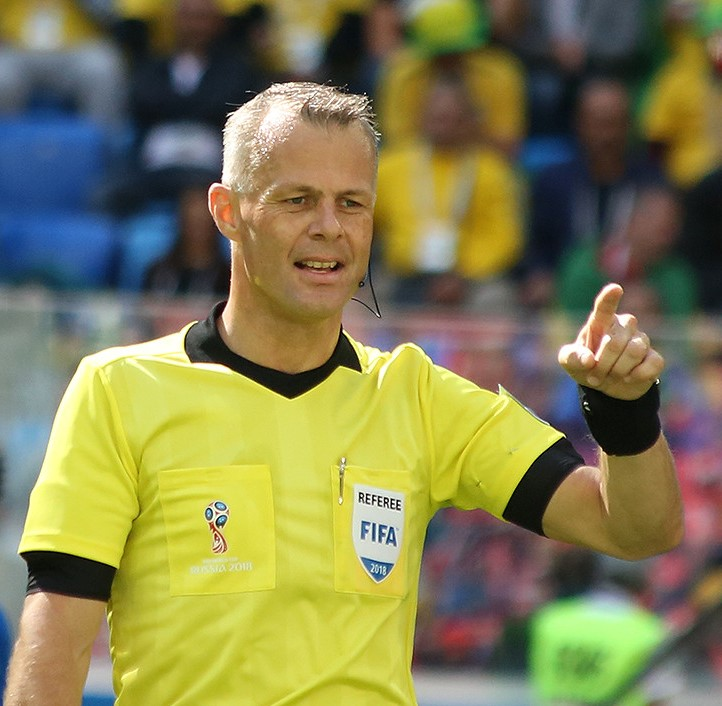
荷兰人比約恩·庫伊佩爾斯获选为决赛主裁判。

2021年7月8日，欧洲足联裁判委员会公布决赛裁判名单。皇家荷蘭足球協會裁判比約恩·庫伊佩爾斯担任主裁判，其同胞桑德·范·罗克尔（Sander van Roekel）和埃尔文·泽因斯特拉（Erwin Zeinstra）出任助理裁判，波尔·范·博克尔出任视频助理裁判助理。西班牙的卡洛斯·德尔·塞罗·格兰德候选为第四裁判，其同胞胡安·卡洛斯·尤斯特·希门尼斯担任预备助理裁判。德国的巴斯蒂安·丹克特出任视频助理裁判，其同胞克里斯蒂安·吉特尔曼（Christian Gittelmann）和马尔科·弗里茨担任其助理。
库伊佩尔斯自2006年起出任FIFA裁判，是首位执法欧洲杯决赛的荷兰裁判。本届赛事是库伊佩尔斯执法的第五个重大国际比赛，此前他曾执法2012年和2016年的欧洲杯及2014年和2018年的世界杯决赛，之前在本届赛事中执法丹麦对阵比利时和斯洛维尼亚对阵西班牙的小组赛，以及捷克对阵丹麦的四分之一决赛。本场比赛是库伊佩尔斯执法的第九场国际大赛决赛，此前他曾执法多场欧洲青年杯比赛，以及2013年洲際國家盃決賽、2014年歐洲冠軍聯賽決賽、2017年国际足联U-20世界杯决赛和2018年歐霸盃決賽。国内方面，他执法2013年荷兰杯决赛、2016年荷兰杯决赛、2018年荷兰杯决赛和2021年荷兰杯决赛，以及2009年告魯夫盾和2012年荷兰超级杯。这场决赛是库伊佩尔斯执教的第四场意大利比赛（一胜、一平、两负），第三场英格兰比赛（两胜、一负），包括双方在2014年世界杯的交手，当时意大利以2比1取胜。

### 球队阵容
意大利几乎派出了全部阵容，除了在对阵比利时的四分之一决赛中肌腱受伤的后卫莱昂纳多·斯皮纳佐拉。在意大利首场比赛中小腿受伤受伤的右后卫亚历桑德罗·弗洛伦齐在决赛前痊愈，但未入选首发名单，位置被顶替。英格兰中场菲爾·福登小腿受伤，缺席7月10日的最后一轮训练。队医在赛前对他进行深入评估，判断他是否能参赛。
意大利沿用在半决赛中战胜西班牙所采取的4–3–3阵型。英格兰教练盖雷斯·索斯盖特从半决赛战胜丹麦的阵容中换下一人，由基兰·特里皮尔换下布卡约·萨卡，同时将阵型从比赛中常用的4–2–3–1，换成在对阵德国的16强赛中采用的类似阵型3–4–3，特里皮尔和作为边锋上场。

### 观众问题

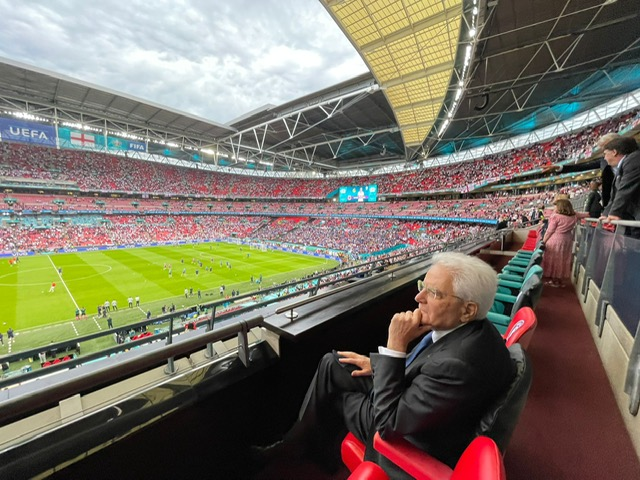
意大利总统塞尔焦·马塔雷拉到场观看决赛。

数千名英格兰球迷当天早上和下午在温布利球场聚集，促使伦敦警察厅敦促无票人士勿前往。离决赛开赛还有两个小时，转播画面显示一小群无票的球迷与工作人员和警方爆发冲突，试图冲破围栏闯入球场。104区约400名无票球迷试图进入球场。伦敦市中心的萊斯特廣場有大批聚集观众投掷瓶子等物品，特拉法加廣場则为持票球迷开辟空间。共有86人因暴力行为及违反社会秩序被捕，其中53人在温布利球场被捕，罪名包括破坏公共秩序、殴斗、醉酒扰乱秩序以及刑事损害。19名警察在事件中受伤，其中一人牙齿被打掉，另有一人手骨折。7月16日，警方逮捕两名涉嫌偷窃物品帮助无票球迷在赛前冲入温布利的男子。

### 闭幕式
比赛开始前的闭幕式由欧洲足联筹办，于19点45分举行。亨利·德劳内奖杯的气球复制品在灯光和焰火的映衬下进场，佩戴熊皮帽的士兵吹小号，紅箭飛行表演隊从温布利上空飞跃支持英格兰队，之后荷兰DJ馬汀·蓋瑞克斯现场演奏多首自己的热曲。之后双方队伍的国歌在开球前播放，部分英格兰球迷在意大利国歌《意大利人之歌》播放时报以嘘声，尽管英格兰教练盖雷斯·索斯盖特及其他前足球运动员在场劝说。按照本届赛事的惯例，一辆仿大众ID.4的遥控车将球运送到球场中央，车身涂有彩虹色，象征对全球LGBT运动的支持。双方球迷在开场哨吹响前单膝跪地，这是英格兰在本届赛事所有比赛中的惯例。

### 到场贵宾

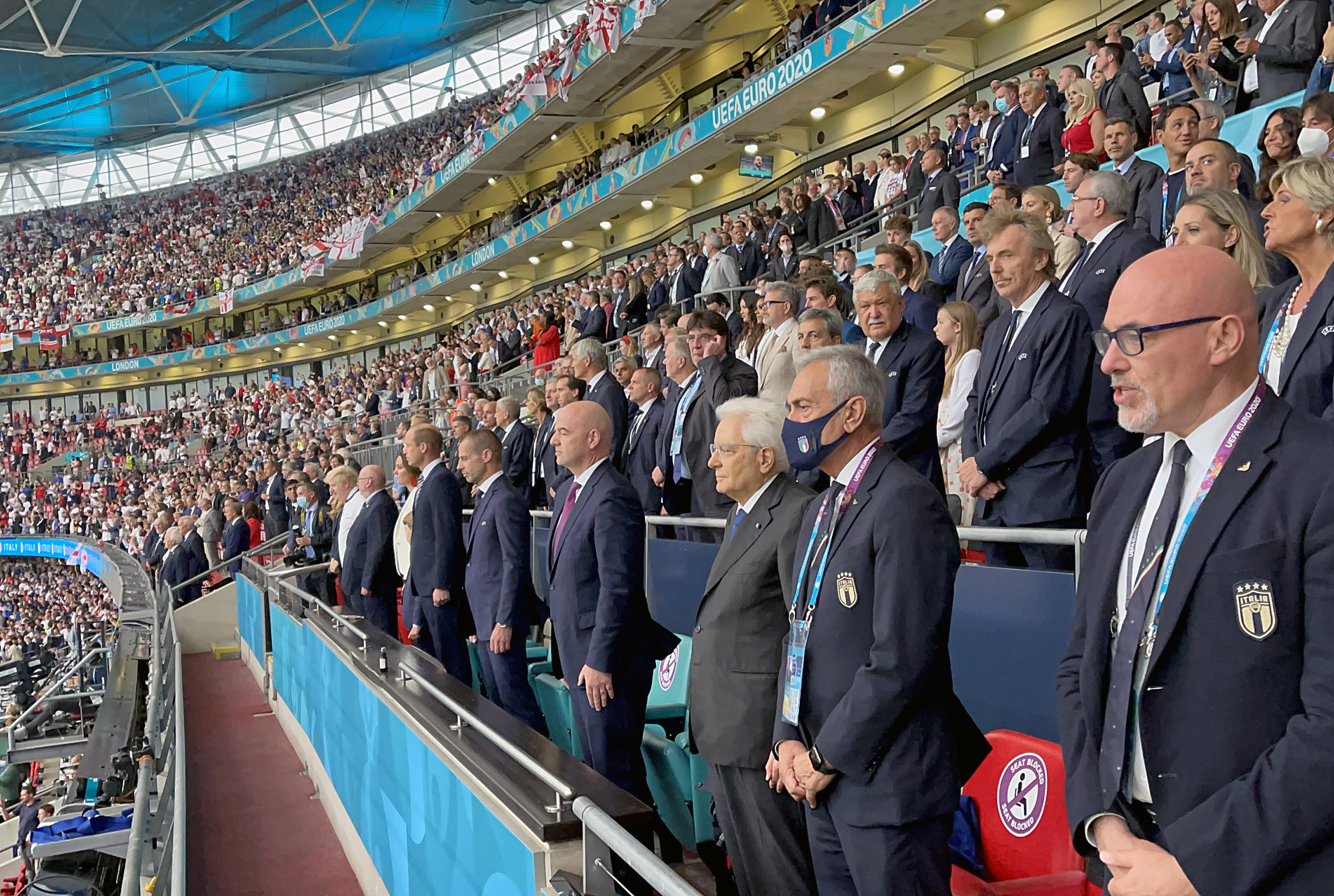
在温布利球场贵宾席观赛的贵宾

多位政要莅临现场观赛，包括意大利总统塞尔焦·马塔雷拉、英国首相鲍里斯·约翰逊、剑桥公爵威廉王子及其夫人凱薩琳和儿子乔治。多位娱乐圈名流也在现场，包括湯姆·克魯斯和。另外大卫·贝克汉姆、吉奧夫·赫斯特和法比奥·卡佩罗等足坛名宿也到场观战。

## 比赛

### 战报

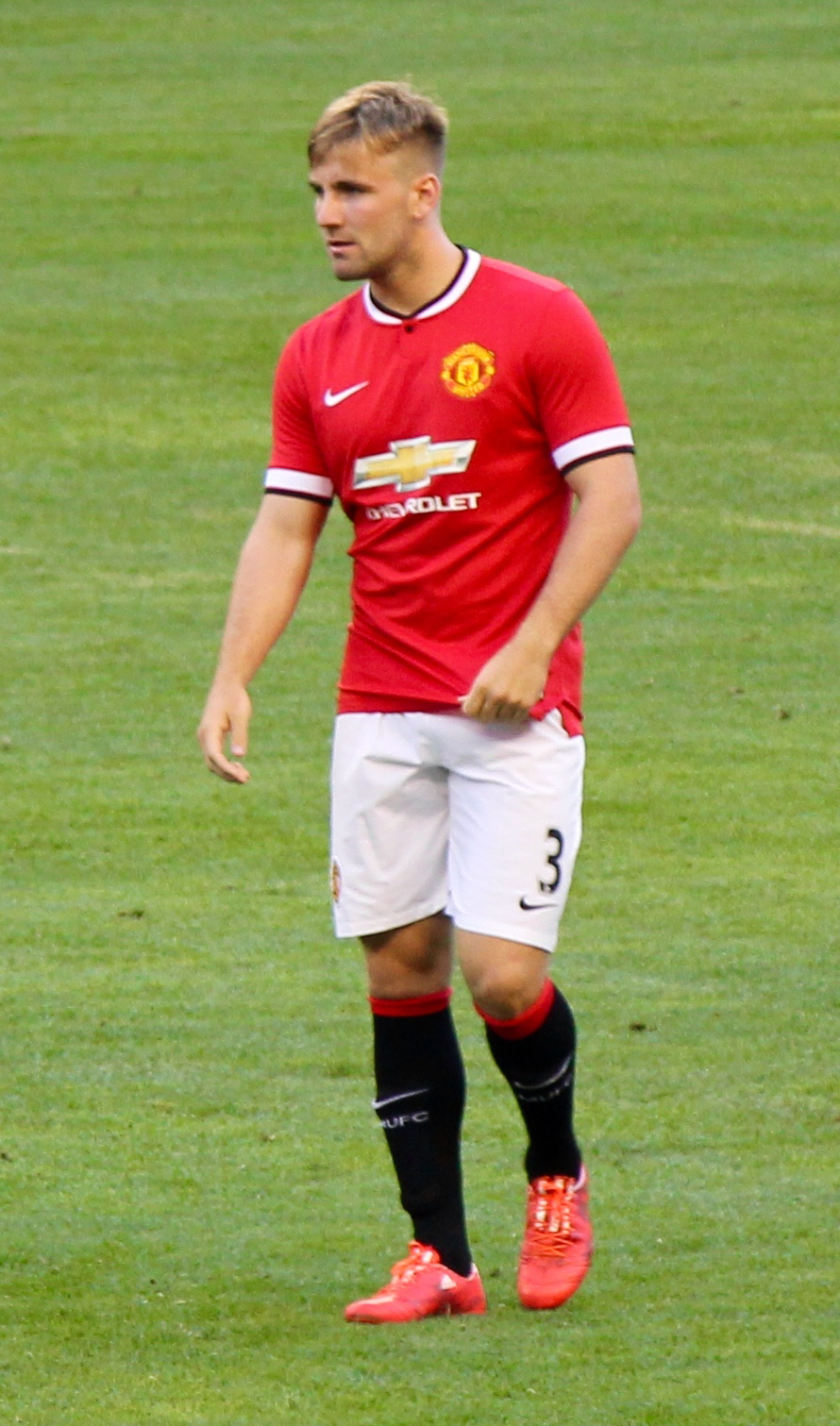
卢克·肖于1分57秒为英格兰取得开门红，创下欧洲杯决赛最快进球纪录

比赛于当地时间20:00正式开赛（UTC 19:00），现场天气多云，有阵雨，观众人数达67,173人。意大利身穿蓝色上衣、深蓝色短裤及蓝色长袜，英格兰则穿白色上衣、白色短裤及白色长袜。英格兰的哈利·馬古尼开场不久将球回传给守门员喬丹·皮克福德未果，为对方贡献角球机会，最终被馬古尼亲自清除威胁。英格兰之后发动进攻，哈里·凱恩将球传给基兰·特里皮尔，特里皮尔从球场右边进攻，将球传中给罚球区的肖，肖顺势为英格兰打出大门红。凭借这枚1分57秒的进球，肖刷新欧洲杯决赛的最快进球纪录。第8分钟，意大利在罚球区外取得任意球机会，主罚洛倫佐·因西涅开出的球越过球门。比赛开场节奏较快，英格兰的于第10分钟发动又一轮进攻，将球传给往前场跑动的馬古尼，馬古尼将球横传给，但被意大利的乔吉奥·基耶利尼抢断拆局。随后英格兰乘胜追击，特里皮尔再度带球往右路进攻，取得角球机会，但被意大利守门员基安盧基·當拿隆馬挡下。第15分钟，梅森·芒特带球进攻，被意大利佐真奴·費路抢断，球被铲到球场外，英格兰再度获得角球机会。
踏入第15分钟，意大利开始占主导，《卫报》的斯科特·穆雷（Scott Murray）表示当时“有迹象表明（意大利）正在逆转噩梦般的开始”。第20分钟，意大利的突破前场，因西涅从凯恩背后抢球后，基耶利尼对凯恩犯规，将控球权交给了对手。佐真奴之后受伤，需要离场5分钟疗伤，最终重返球场。第24分钟，費德里科·奇薩在右路找到空间，将球传到罚球区，但被英格兰截获。第28分钟，意大利发动攻击，但因西涅射偏。第32分钟，因西涅在队友从左路推进的配合下，带球杀入英格兰禁区，但再度被对方解围。
之后一段时间，英格兰每次拿回球都无法保住球权。但在第34分钟，英格兰取得二度扩大优势的好机会，凯恩在第三波攻势中将球传给史達寧，史達寧将球传给芒特，芒特将球回传，但被意大利拦下，破坏对手进球机会。一分钟后意大利获得机会，奇薩过掉英格兰的梳爾和德克蘭·賴斯，带去跑入进球，从25碼（23）远的地方射门，守门员皮克福德没有拦下球，但球稍微偏向了球门柱一侧。上半场结束前，意大利创下穆雷口中他们队的“最佳配合”，吉奧瓦尼·迪洛倫佐传球给奇罗·因莫比莱，因莫比莱从12碼（11）远的地方射门，但被約翰·史東斯挡下，華拉堤再补射，但皮克福德挡下。意大利再获机会，莱昂纳多·博努奇远距离射门，但把球射高。裁判随后吹响半场结束的哨声，英格兰1比0暂时领先，意大利控球率占主导，但英格兰控制了他们的攻势，只让他们有一次破门机会。

#### 下半场

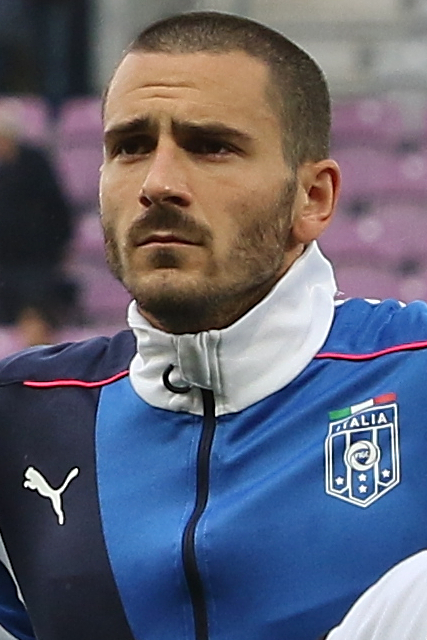
意大利的莱昂纳多·博努奇于第56分钟进球追平比分，刷新欧洲杯决赛进球球员的最高年龄纪录

下半场由英格兰开球。意大利的尼科洛·巴雷拉于第47分钟对凯恩犯规，吃下比赛的首张黄牌。之后斯特林带球跑入意大利禁区，夹在博努奇和基耶利尼之间，之后他倒在地上。斯特林希望得到罚点球机会，但裁判决定不判罚。第50分钟，斯特林对因西涅犯规，意大利获得在英格兰禁区开出任意球的机会。因西涅担任主罚，但再一次把球打高。两分钟后，奇薩从右路进攻，将球长传给因西涅，但球被沃克拦截，传给皮克福德。之后因西涅从左路再度杀入英格兰禁区，但把球射偏。第54分钟，意大利换人，布莱恩·克里斯坦特和多梅尼科·贝拉尔迪替补因莫比莱和巴雷拉上场。
第55分钟，博努奇从背部对斯特灵犯规，被裁判判罚，授予英格兰任意球机会。英格兰的球落在8碼（7）处的馬古尼头上，馬古尼顺势头球，但把球顶过横梁。之后意大利从另一端发动攻击，奇薩一记远射，将球送进因西涅进攻路径，因西涅顺势大力抽射，但被皮克福德扑救。意大利一如上半场那样占据控球权。一个小时过去，奇薩运球越过英格兰禁区边缘，获得射门空间，但射门被皮克福德救下。之后几分钟的球权由英格兰控制，肖从左路发动攻击，但球被芒特抢断。第66分钟，意大利再度进攻，奇薩从左路打出弧线球，离球门6碼（5）的因西涅希望头球接应进球，但跳得太高未能接住。一分钟后，意大利获得角球机会，克里斯坦特将球传给维拉蒂，维拉蒂头球攻门，球击中门框弹出，被博努奇以极快的速度攻入球门，将比分扳平。博努奇凭借34岁的年龄，成为在欧洲杯决赛进球的最年长球员。
考虑到比分改写成1比1，英格兰教练索斯盖特作出战术轮换，用进攻型球员布卡约·萨卡换下特里皮尔，同时将阵形换成4–3–3。第73分钟，意大利再发动攻势，但贝拉尔迪在英格兰禁区内控球未果，跑在英格兰后防线后面，之后索斯盖特第二次轮换，用替换赖斯。意大利继续控球，几乎都在英格兰的半场活动。奇薩第80分钟从左路进攻，过掉沃克和萨卡，但被菲利普斯铲掉球，摔在地上。裁判认为双方的接触不违规，但奇薩受伤了，一瘸一拐地离开球场，之后虽然尝试继续，但在第86分钟被費德里科·貝納德斯奇换下。与此同时，英格兰获得机会，芒特杀入意大利禁区，将球传给萨卡，但萨卡没有接过球。因西涅后来被裁定对菲利普斯犯规，英格兰获得任意球机会，但被意大利解围，肖慌乱中射门，击中横梁。第87分钟，球场入侵者出现，比赛被迫暂停。第89分钟，斯特灵从左路杀入禁区，但在博努奇和基耶利尼的压迫下变成球门球。英格兰在伤停补时阶段获得任意球机会，主罚的萨卡未能进球。之后意大利的克里斯坦特从右路推进，沃克将球截下，回传给皮克福德。常规比赛时间结束前，萨卡从右侧摆脱基耶利尼，基耶利尼扯了萨卡的球衣，将他拖到地上，因此吃了戰術犯規黄牌。之后一轮进攻被中断，随后的任意球也被解围，比赛因1比1的比分进入加时赛。

#### 加时赛
意大利教练羅拔圖·文仙尼在加时赛初期换人，安德烈·貝羅蒂换下容三位首发进攻选手中唯一在场的因西涅。之后，他用曼努埃尔·洛卡特利换下维拉蒂。第96分钟，斯特灵接过亨德森的传球，从左路进攻，天空体育台的直播评述员认为这对英格兰来说是“非常好的机会”。斯特灵希望中路的凯恩或萨卡接过球，但球被意大利的基耶利尼解围，并为对方创造角球机会。角球为英格兰创造机会，主罚菲利普斯从低处将球射出，球打偏，被多纳鲁马救回。第99分钟，取代芒特上场。随后菲利普斯在场外犯规，但裁判认为被犯规一方形势有利，应照常继续比赛，没有给出任意球机会，但意大利的进攻还是被瓦解了。第101分钟，基亞利殊获得自己首个机会，将球带入禁区，传给萨卡，但球被挡出，没有落在他脚下。第103分钟，意大利再获机会，埃莫森·帕爾米耶里过掉沃克，传球给意大利边卫贝尔纳代斯基，贝尔纳代斯基没有接住球，由皮克福德将球踢出。加时赛上半段比分仍为1比1。
来到下半段，马奎尔因对贝洛蒂犯规，收下英格兰首张黄牌。之后贝尔纳代斯基开出的任意球越过了英格兰的人墙，但被皮克福德没收。第108分钟，沃克将球从界外扔向意大利禁区，被意大利解围，球传到队长凯恩处，凯恩传中，由斯通接应，斯通计划头球破门打出制胜球，但被多纳鲁马阻挡。第111分钟，斯特灵在意大利一方的边线处甩开基耶利尼，但意大利很快就球拿回来，顺利解围。两分钟后，若日尼奥在争球的时候对格雷利什犯规，踩了对方的大腿，收到一张黄牌。临近结束，双方都进行最后一次换人，意大利用亚历桑德罗·弗洛伦齐换下埃莫森，英格兰用杰登·桑乔和换下沃克和亨德森。之后双方没有明显进攻，加时赛以1比1结束，进入点球大战。

#### 点球大战
点球大战由意大利先罚，球门背后有大批英格兰球迷就座。意大利和英格兰首轮分别派出贝拉尔迪和凯恩主罚，双双破网。之后英格兰守门员皮克福德顺利扑出贝洛蒂的罚球，之后马奎尔中一球，将让英格兰以2比1的比分暂时领先，而后博努奇将比分扳平至2比2。小替补球员拉什福德主罚，在助跑的时候稍微停顿了一下，开出的球命中左侧门框。贝尔纳代斯基中路低射，使得意大利再次领先，之后英格兰的小替补球员桑乔主罚，但球被多纳鲁马扑出。若日尼奥上场，负责决定意大利胜负的关键一球，有望重演半决赛对阵西班牙的点球大战中的决胜球，但他踢到左边的球被皮克福德扑出，比分依旧维持在3比2，意大利领先。之后萨卡负责英格兰的第五个罚球，希望能将比分扳平，让点球大战陷入死局，结果球被多纳鲁马扑救，意大利获得第二个欧洲杯冠军。

### 详情
| 2021年7月11日 20:00 英国夏令时 |

| 義大利                           | 1–1 （加時賽） | 英格兰            |
| -------------------------------- | -------------- | ----------------- |
| - 67'                            | 報告           | - 蕭 2'           |
|                                  |                |                   |
| 進球 · 射失 · 進球 · 進球 · 射失 | 3–2            | - 拉什福德 - 薩卡 |

| 伦敦温布利球场 觀眾人數：67,173 ：比約恩·庫伊佩爾斯（荷蘭） |

| 意大利 | 英格兰 |

| GK            | 21 |                      |       |      |
| RB            | 2  | 吉奧瓦尼·迪洛倫佐    |       |      |
| CB            | 19 | 莱昂纳多·博努奇      | 55'   |      |
| CB            | 3  | 乔吉奥·基耶利尼（c） | 90+6' |      |
| LB            | 13 | 埃莫森               |       | 118' |
| DM            | 8  |                      | 114'  |      |
| CM            | 18 | 尼科洛·巴雷拉        | 47'   | 54'  |
| CM            | 6  |                      |       | 96'  |
| RW            | 14 | 費德里科·奇薩        |       | 86'  |
| LW            | 10 | 洛倫佐·因西涅        | 84'   | 91'  |
| CF            | 17 | 奇罗·因莫比莱        |       | 54'  |
| 替补：        |    |                      |       |      |
| MF            | 16 | 布莱恩·克里斯坦特    |       | 54'  |
| FW            | 11 | 多梅尼科·贝拉尔迪    |       | 54'  |
| MF            | 20 | 費德里科·貝納德斯奇  |       | 86'  |
| FW            | 9  | 安德烈·貝羅蒂        |       | 91'  |
| MF            | 5  | 曼努埃尔·洛卡特利    |       | 96'  |
| DF            | 24 | 亚历桑德罗·弗洛伦齐  |       | 118' |
| 教练：        |    |                      |       |      |
| 羅拔圖·文仙尼 |    |                      |       |      |

| GK              | 1  | 喬丹·皮克福德   |      |      |      |
| CB              | 2  |                 |      | 120' |      |
| CB              | 5  |                 |      |      |      |
| CB              | 6  | 哈利·馬古尼     | 106' |      |      |
| RWB             | 12 | 基兰·特里皮尔   |      | 70'  |      |
| LWB             | 3  |                 |      |      |      |
| CM              | 14 | 凱爾文·菲利普斯 |      |      |      |
| CM              | 4  | 德克蘭·賴斯     |      | 74'  |      |
| RW              | 19 | 梅森·芒特       |      | 99'  |      |
| LW              | 10 |                 |      |      |      |
| CF              | 9  | 哈里·凱恩（c）  |      |      |      |
| 替补：          |    |                 |      |      |      |
| MF              | 25 | 布卡约·萨卡     |      | 70'  |      |
| MF              | 8  |                 |      | 74'  | 120' |
| MF              | 7  |                 |      | 99'  |      |
| FW              | 11 |                 |      |      | 120' |
| MF              | 17 | 杰登·桑乔       |      | 120' |      |
| 教练：          |    |                 |      |      |      |
| 盖雷斯·索斯盖特 |    |                 |      |      |      |

| 全场最佳球员： 莱昂纳多·博努奇（意大利） 助理裁判： 桑德·范·罗克尔（荷蘭） 埃尔文·泽因斯特拉（荷蘭） 第四裁判： 卡洛斯·德尔·塞罗·格兰德（西班牙） 预备助理裁判： 胡安·卡洛斯·尤斯特·希门尼斯（西班牙） 视频助理裁判： 巴斯蒂安·丹克特（德國） 视频助理裁判助理： 波尔·范·博克尔（荷蘭） 克里斯蒂安·吉特尔曼（德國） 马尔科·弗里茨（德國） | 比赛规则 - 90分钟。 - 如有必要，进行30分钟加时赛。 - 如果比分仍然持平，则进行点球大战。 - 最多指定12名替补球员。 - 最多5次换人，加时赛中允许有第6次换人。 |

### 数据
| 数据 | 意大利 | 英格兰 |
| ---- | ------ | ------ |
| 进球 | 0      | 1      |
| 射门 | 6      | 1      |
| 射正 | 1      | 1      |
| 扑救 | 0      | 1      |
| 控球 | 61%    | 39%    |
| 角球 | 1      | 2      |
| 犯规 | 6      | 5      |
| 越位 | 2      | 1      |
| 黄牌 | 0      | 0      |
| 红牌 | 0      | 0      |

| 数据 | 意大利 | 英格兰 |
| ---- | ------ | ------ |
| 进球 | 1      | 0      |
| 射门 | 9      | 3      |
| 射正 | 4      | 0      |
| 扑救 | 0      | 3      |
| 控球 | 65%    | 35%    |
| 角球 | 1      | 2      |
| 犯规 | 10     | 2      |
| 越位 | 0      | 0      |
| 黄牌 | 4      | 0      |
| 红牌 | 0      | 0      |

| 数据 | 意大利 | 英格兰 |
| ---- | ------ | ------ |
| 进球 | 0      | 0      |
| 射门 | 5      | 2      |
| 射正 | 1      | 0      |
| 扑救 | 0      | 1      |
| 控球 | 57%    | 43%    |
| 角球 | 1      | 1      |
| 犯规 | 5      | 6      |
| 越位 | 3      | 0      |
| 黄牌 | 1      | 1      |
| 红牌 | 0      | 0      |

| 数据 | 意大利 | 英格兰 |
| ---- | ------ | ------ |
| 进球 | 1      | 1      |
| 射门 | 20     | 6      |
| 射正 | 6      | 1      |
| 扑救 | 0      | 5      |
| 控球 | 61%    | 39%    |
| 角球 | 3      | 5      |
| 犯规 | 21     | 13     |
| 越位 | 5      | 1      |
| 黄牌 | 5      | 1      |
| 红牌 | 0      | 0      |

## 赛后
欧洲足联主席亚历山大·切费林与欧洲足联秘书长西奥多·西奥多里迪斯、意大利足球總會主席加布里埃尔·格拉维纳和英格蘭足球總會主席彼得·麦考密克来到球场，为两支球队颁发奖牌。在上一节决赛为葡萄牙打入制胜球的埃德尔将奖杯带入球场。英格兰球员大多在领到亚军奖牌后，立马将奖牌从脖子上摘下来。切费林将奖杯交给意大利队长乔吉奥·基耶利尼。意大利凭借点球大战的胜利，赢得球队第二个欧洲杯冠军，上次他们在53年前的1968年赢得冠军，是两次欧洲杯冠军之间间隔时间最长的。他们也成为继赢得两次冠军的法国，赢得三次冠军的西班牙和德國之后，第四支赢得多个欧洲杯的球队。这场比赛是第七场进入附加赛的欧洲杯比赛，此前六场分别为1960年、1968年、1976年、1996年、2000年和2016年，也是继1976年后第二场要由点球大战决胜负的决赛，继1960年和1968年后落后球队第三次取胜。

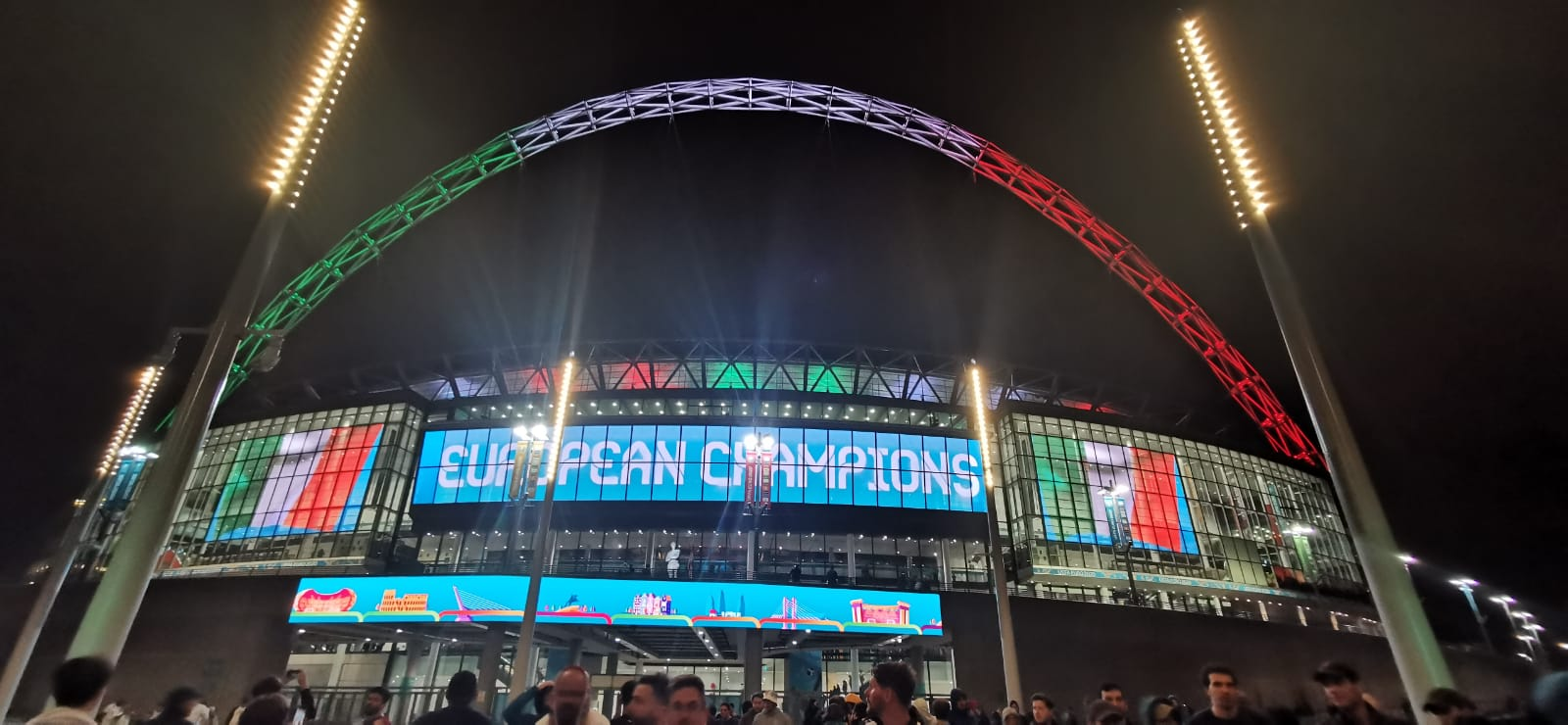
賽後溫布利球場亮起代表義大利國旗的綠、白、紅燈光

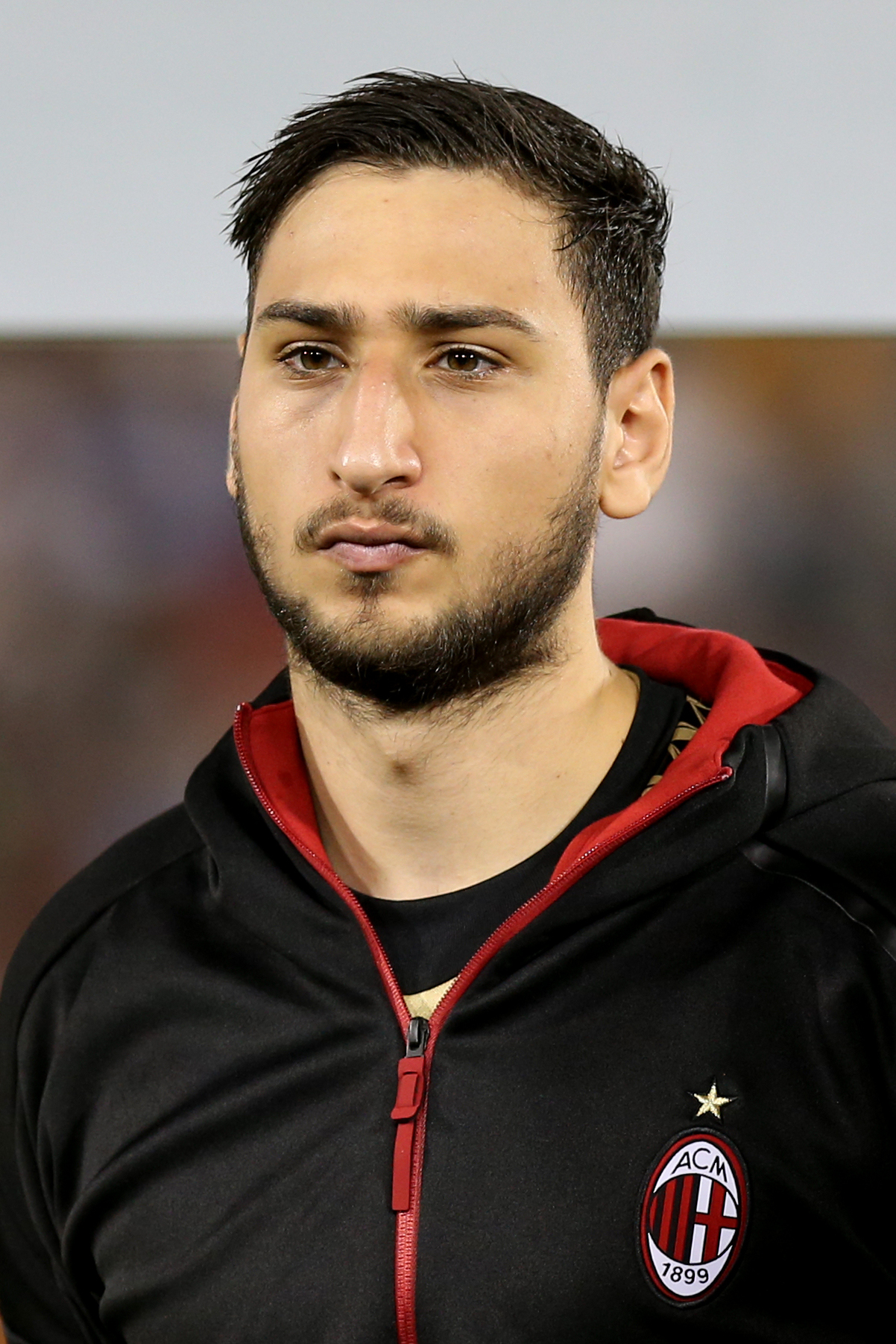
意大利的基安盧基·當拿隆馬成为首位获提名欧洲足球锦标赛联赛最佳球员的守门员

意大利后卫莱昂纳多·博努奇获提名比赛最佳球员，队友基安盧基·當拿隆馬获提名联赛最佳球员，是首位获此殊荣的守门员。获胜的意大利队有五名球员入选欧洲足球锦标赛最佳阵容，分别为守门员基安盧基·當拿隆馬后卫莱昂纳多·博努奇及莱昂纳多·斯皮纳佐拉、中场佐真奴·費路和前锋費德里科·奇薩。英格兰的后卫哈利·馬古尼及与前锋也在其中。若日尼奥成为第10位在同个赛季的欧洲冠军联赛和欧洲杯获胜的球员，六个星期前他所在的切尔西赢得欧冠决赛。7月12日，意大利在罗马举行盛大的游行庆典，数千人到场。球队从博爾蓋塞別墅出发，前往奎里纳莱宫，在基吉宫会见意大利总理馬里奧·德拉吉。7月16日，意大利队全体获颁意大利共和国功绩勋章。

### 种族主义和观众问题
终场哨声响起后，在点球大战中射失球的英格兰球员布卡约·萨卡、杰登·桑乔和馬古斯·拉舒福特在网上遭遇种族歧视。在萨卡和桑乔的罚球被对方门将多纳鲁马扑出、拉什福德的罚球命中门框弹出后，三人立刻在社交媒体平台遭遇种族主义语言及表情攻击。英格兰的桑乔和拉什福德于第120分钟的最后时刻被换上场，另一名有色人种球员有主罚经验，但在点球大战坐了冷板凳。英格兰在比赛开始前对自家球队抱以嘘声，认为他们的球员在比赛开始时“单膝跪地”，是在支持黑人的命也是命运动。
英格兰足球协会对部分球员在社交媒体上遭遇的种族歧视表示震惊，强烈谴责相关行为。足协在声明中表示：“我们很清楚，这些人做出这样令人发指的行为，肯定不被球迷欢迎。我们会尽全力支持受影响的球迷，同时敦促对犯事的人予以最严厉的惩罚。我们会继续尽全力消除比赛中的歧视行为，但我们也恳请政府迅速行动，采取适当的立法行动，让这种侮辱行为在现实中产生后果。社交媒体公司需要加紧步伐，采取问责制，从平台上封禁犯事者，为将要到来的起诉行动收集证据，同时采取行动阻止这类可恶的行为。”倫敦警察廳着手调查侮辱行为，他们在Twitter表示这种行为“完全不能接受”，不会容忍。英格兰教练盖雷斯·索斯盖特表示“许多侮辱言论来自国外，一直在关注这些事情的人能够解释这一点，但这不是全部。”英国广播公司、《新政治家》和路透社表示这种行为的全球性质给调查及起诉行动带来难题，其中《新政治家》和路透社引述反种族歧视团队Kick It Out的一项研究，表示过去两年英国球员遭受的网络辱骂，有70%来自国外。
英国首相鲍里斯·约翰逊、反对党领袖凱爾·斯塔摩和英格兰足球总会主席劍橋公爵威廉王子也谴责种族主义行为。曼彻斯特一副表扬拉舒福特参与解决儿童饥饿行动的壁画在比赛结束后不久被涂污。大曼彻斯特市长安迪·伯纳姆谴责无损行为，称这是“卑鄙、可耻的行为”，表示警方正在调查事件。壁画后来被心心、旗帜和公众留下的支持留言覆盖，于两天后恢复原样。
2021年7月12日，比赛结束一天，英格兰足球总会表示会全面调查无票者如何冲破安保防线进入温布利球场观看决赛。消息指英国邁凱倫車隊的一级方程式赛车车手蘭多·諾里斯在赛后被两名离开球场的男子抢劫，身上价值4万欧元的迈凯伦车队专属手表遭抢。诺里斯虽未受伤，但惊魂未定。警方调查了事件目击者。
2021年7月13日，街头艺术家MurWalls一副描绘加雷斯·索斯盖特、哈里·凯恩和拉希姆·斯特林的壁画在伦敦桥醋场（Vinegar Yard）。该壁画是倫敦市長簡世德托人创作的。上面三个人也出现在曼彻斯特的一个数字壁画中。同日，欧洲足联对英格兰球迷侵入球场、球迷投掷物品、干扰意大利国歌演唱、燃放焰火等事件对足球协会提起纪律诉讼。针对三名英格兰球员遭受的种族歧视，首相约翰逊在出现英国下议院的首相答问大会上扬言禁止在网上发表种族侮辱言论的人到体育场现场观赛。约翰逊希望英国和爱尔兰申办2030年國際足協世界盃不会受观众影响搁置。7月15日，警方逮捕四名涉嫌在网上发表歧视言论的人士。
三天后，萨卡、桑乔拉舒福特感谢球迷的支持。拉舒福特为自己射失球道歉，但也表示不会为自己的身份和出身道歉。桑乔表示“仇恨永远不可能赢”，“作为一个社会，我们需要做得更好，让这些人付出代价”。萨卡则表示自己输球后“马上”就知道自己会被人仇恨。
8月3日，欧洲足联针对决赛球迷的表现，对英格兰足球协会进行纪律处分。10月18日，欧洲足联宣布英格兰接下来两场欧洲级别比赛空场进行，其中第二场缓期两年执行，同时就决赛期间的球迷骚乱，对英格兰足协罚款10万欧元。

## 转播与收视率
独立电视网和英国广播公司在英国转播赛事。独立电视网的转播于英国夏令时18点30分开始，由马克·普加奇主持，、和评论，和艾玛·海斯场边分析，山姆·马特法斯和担任旁述。英国广播公司的电视转播比独立电视网提前10分钟开场，由阿兰·希勒、里奧·費迪南和法蘭·林柏特担任赛事分析，加里·莱因克尔主持，盖·莫布雷和杰梅恩·耶纳斯旁述，尤尔根·克林斯曼和场边分析。意大利方面的转播由国营的意大利广播电视公司和付费电视意大利天空台负责。原定担任旁述的阿尔贝托·里梅迪奥（Alberto Rimedio）确诊2019冠状病毒病，与安东尼奥·迪热纳罗一起被换下，改由斯特凡诺·比佐托（Stefano Bizzotto）和卡蒂娅·塞拉担任。法比奥·卡雷萨和朱塞佩·贝尔戈米担任天空台的评述。
在英国，比赛的最高收视率出现在点球大战阶段，有3095万人观看，创下自1997年戴安娜王妃的葬礼以来直播节目的最高收视人数。收视数据也显示全场比赛有近2985万人观看。比赛在意大利Rai 1频道的收视率达1817万，占73.7%的市场份额，最高收视率出现在点球大战阶段，有1854万人观看，占78.7%的份额。意大利天空台的转播吸引243万人观看，占9.9%的市场份额，独立收视人数达316万人。

## 后续
2021年9月，欧洲足联与南美洲足球協會宣布自2022年开始，欧洲杯冠军球队将与美洲杯冠军球队举行国际赛，恢复原有的阿特米奧·弗蘭基盃。这场后来被命名为“大决赛”的比赛在意大利与2021年美洲國家盃冠军阿根廷之间展开，同样在温布利球场举行。
欧洲杯结束三个月后，意大利参与角逐欧足联次等国家队联赛2021年歐洲國家聯賽決賽周，以东道主身份在半决赛中2比1战胜西班牙，终结对方37场比赛不败的纪录。以2比1击败比利时后，意大利最终以第三名完赛。
2021年3月在世界杯预选赛连胜三场后，意大利在随后五场小组赛中只赢了一场，其余四场打平，包括两场对阵瑞士的比赛。当时意大利和瑞士两队积分相同，后者在赛后只剩下一场主场比赛。在两场比赛中，若日尼奥均射失一枚点球 ，后一个点球是在比赛最后一分钟丢的。在最后一场比赛上，意大利与北爱尔兰战平，导致两者被击败保加利亚的瑞士超越。因此，意大利需要参加欧洲区附加赛争夺席位。半决赛上，意大利主场迎战北馬其頓，如果胜出，葡萄牙和土耳其将成为他们最后的客场对手。尽管意大利以32对4的射门纪录压制北马其顿，最终还是在下半场补时阶段被对方的亞歷山大·特拉伊科夫斯基攻陷球门，以1比0爆冷出局。这是意大利第一次在主场输掉世界杯预选赛，在之前的59场主场作战中，意大利保持着48胜、11平的战绩。意大利第一次连续两年缺席世界杯决赛圈，与参加1978年世界杯的1976年欧洲冠军捷克斯洛伐克、参加1994年世界杯的1992年欧洲冠军丹麦和参加2006年世界杯的2004年欧洲冠军希腊一道，成为第四支错失世界杯的欧洲冠军球队。
相比之下，英格兰凭借七场小组赛全胜的纪录从世界杯资格赛出线，获得参加2022年卡塔尔世界杯的资格。